# 2. Līga
La 2. Līga è il terzo livello del Campionato lettone di calcio.

## Struttura
Dal 1992 al 2019 le squadre erano suddivise in gruppi, variabili di numero nel corso degli anni, su base geografica.
Nelle stagioni 2020 e 2021 è stato invece istituito un unico girone (di 12 squadre nel 2020, di 14 nel 2021), che si affrontano in un campionato di andata e ritorno. La prima classificata è promossa in 1. Līga.
Dal 2022 la serie è di nuovo suddivisa in due gironi.

## Squadre 2024

### Girone A
- Beitar/RIGA MARINERS
- Dinamo Rīga
- FK Aliance
- Gauja Valmiera
- Augšdaugavas NSS
- Staiceles Bebri
- Super Nova-2
- JDFS Alberts-2

### Girone B
- Dienvidkurzemes
- FK Union
- Jelgava-2
- JFC Viola
- Karosta
- Ķekava/Auda
- Limbaži
- Salaspils

## Albo d'oro
| Stagione | Vincitore          | Secondo          |
| -------- | ------------------ | ---------------- |
| 1992     | Vārpa-SCO          |                  |
| 1993     | Lokomotīve         |                  |
| 1994     | Konvoja pulks      |                  |
| 1995     | Vecrīga            |                  |
| 1996     | FK Ozolnieki       |                  |
| 1997     | Valmiera-2         |                  |
| 1998     | Zibens/Zemessardze |                  |
| 1999     | AS Lode            |                  |
| 2000     | Akora              |                  |
| 2001     | Ditton             |                  |
| 2002     | FK Balvu Vilki     |                  |
| 2003     | Skonto-2           |                  |
| 2004     | Eirobaltija        |                  |
| 2005     | Miku/UPTK          |                  |
| 2006     | Olimps Rīga        | Ilūkste          |
| 2007     | Spartaks Jūrmala   | Jēkabpils SC     |
| 2008     | FK Kauguri-PBLC    | Preiļu           |
| 2009     | RFS Riga           | Ilūkste          |
| 2010     | Varavīksne         | OSC/FK-33        |
| 2011     | Rīnūži             | Upesciems        |
| 2012     | Kuldīga            | Jēkabpils/JSC    |
| 2013     | RTU Riga           | Saldus           |
| 2014     | Caramba Rīga       | Staiceles Bebri  |
| 2015     | Caramba Rīga       | Kuldīga          |
| 2016     | Grobiņa            | Cēsis            |
| 2017     | LDZ Cargo          | Monarhs/Flaminko |
| 2018     | BetLanes           | Krāslava         |
| 2019     | LDZ Cargo          | Ghetto FC/Gvatar |
| 2020     | Albatroz SC        | Salaspils        |
| 2021     | Skanstes SK        | Olaine           |
| 2022     | Beitar             | Priekuļi         |
| 2023     | Mārupes SC         | Ogre United      |